# Barockscheune (Volkach)

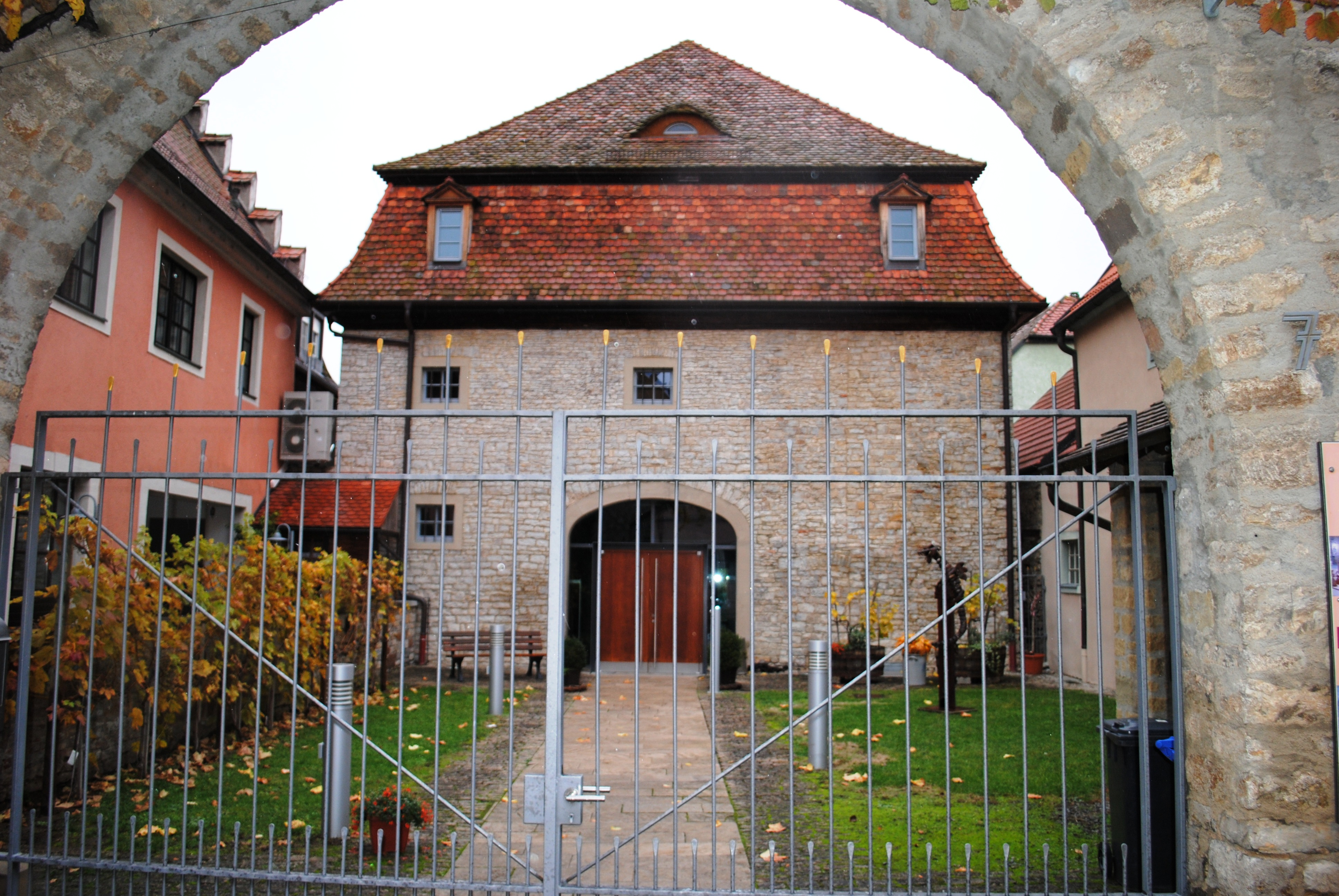
Die Barockscheune in Volkach

Die Barockscheune (auch Weinstraße 7, früher Hausnummer 195) ist ein historisches Scheunengebäude in der Altstadt der Stadt Volkach, in dem das Museum der Gemeinde Volkach, das sogenannte Museum Barockscheune, untergebracht ist.

## Geschichte

### Scheune und Gerätehaus
Die Geschichte der Scheune ist eng mit dem angrenzenden Haus Weinstraße 5 verbunden. Ursprünglich standen beide Anwesen auf demselben Grundstück. Im Jahr 1698 besaß Johann Michael Balbus, der zu den reichsten Bürgern der Stadt Volkach zählte, die beiden Baulichkeiten. Er war Vogt des Würzburger Juliusspitals und damit ein wichtiger Beamter der Obrigkeit in der Stadt. Die Familie Balbus und ihre Verwandten waren für die Barockisierung weiter Teile des Volkacher Stadtbildes verantwortlich.
Ein Brand zerstörte Teile der Altstadt im Jahr 1695. Der Wiederaufbau betraf zunächst die Wohngebäude, erst 1714 wurde die Scheune als steinerner Bau neu errichtet. Das benachbarte Wohnhaus bewohnten im 18. Jahrhundert einflussreiche Familien. Nicolaus Horn, ein Weinhändler, und Lorentz Martin Seiler, im Jahr 1787 Bürgermeister von Volkach, sind als Eigentümer nachgewiesen. Im 19. Jahrhundert kam das Anwesen an die Gerolzhöfer Handelsleute Frainier.
Im Februar 1864 erwarb es der Volkacher Kaufmann Josef Leininger von der Witwe des Sebastian Frainier. Dabei teilte man wohl das Anwesen, sodass ein Grundstück mit Wohnhaus und Brunnenhaus (Haus-Nr. 195, Weinstraße 5) und ein zweites mit Hofhaus, Pferde- und Kuhstallung, Scheune mit Keller, Schweinestall und Hofraum (Haus-Nr. 196, Weinstraße 7) entstand. Am 12. Januar 1874 erwarb Johann Martin, ein Ökonom, das Grundstück mit der Scheune von Leininger. 1874 kaufte Johann Martin das Anwesen, 1897 ging es an den Melber Franz Erb über.
Die Stadt Volkach erwarb das Haus wohl zu Beginn des 20. Jahrhunderts. Noch 1929 war das Wohnhaus vor der Scheune, mit dem sie einen Winkelhof bildete, vom Alteisenhändler Friedrich Lermig bewohnt. Die Stadt ließ es allerdings abreißen, um dort vor 1936 das Gerätehaus der Freiwilligen Feuerwehr entstehen zu lassen. In der Folgezeit hatte die Scheune verschiedene Nutzungen, während des Zweiten Weltkrieges wurden dort zum Beispiel Gartenkräuter getrocknet.

### Museum Barockscheune
Seit 2003 ist in der Barockscheune das Museum der Stadt Volkach und der Mainschleife untergebracht. Unter anderem ist dort das Salbuch ausgestellt. Auch ein großes Stadtmodell aus Holz hat dort einen Platz. Eine Dauerausstellung zeigt die Geschichte der Stadt, ihrer Ortsteile und der Volkacher Mainschleife. Verschiedene Sonderausstellungen ergänzen das Angebot. Das Bayerische Landesamt für Denkmalpflege listet die Barockscheune Volkach unter der Nummer D-6-75-174-128 als Baudenkmal. Das Gebäude gehört zum Ensemble Altstadt Volkach, die untertägigen Reste der Vorgängerbebauung sind als Bodendenkmal eingeordnet.

## Architektur
Die Scheune bildete einst mit einem jetzt abgetragenen Gebäude einen Winkelhof. Sie ist zurückversetzt und weist unverputztes Bruchsteinmauerwerk auf. Der zweigeschossige Mansarddachbau besitzt quadratische Sandsteingewände. Das Dach ist mit Biberschwänzen gedeckt und hat Standgauben. Ein modernes Rundbogentor mit Bruchsteinmauerwerk begrenzt das Grundstück.